# Balogh József (klarinétművész)
József Balogh (Pécs, 1956. november 24. –) klarinétművész, zeneszerző, tanár, több mint 30 éves zenekari, szóló, kamarazenei, oktatási és szervezési gyakorlattal és háttérrel. A hazai és nemzetközi zenei életben aktívan közreműködik koncertekkel, lemezekkel, oktatási tevékenységével, és a különböző zenei szervezetekben végzett tevékenységével. A komolyzene mellett sok más zenei stílus – jazz, klezmer, világzene kitűnő ismerője és művelője.

## Tanulmányai
Balogh József zenei tanulmányait 9 éves korában, Pécsen kezdte, itt végezte el a Konzervatóriumot is. 1979-ben a Liszt Ferenc Zeneművészeti Főiskolán szerzett diplomát  Kovács Béla tanítványaként, majd 1988 és 1992 között az Akadémia tanára. 1976-tól a Magyar Állami Operaház szólóklarinétosa, 1985-től a Magyar Rádió Szimfonikus Zenekarának szólóklarinétosa. 1989-ben elnyerte Solti György ösztöndíjjal a Chicagói Szimfonikus Zenekarhoz kerül, ahol a zenekar első klarinétosánál, Larry Combsnál tanult.

## Együttesek
Alapító tagja több együttesnek: 
- Budapesti Koncertfúvósok
- Ózón Fúvósötös
- ClarSix
- Ale Brider Band
- Interclarinet
- Judrom

## Díjak
- 1974 - "Concertino Praga" 2. helyezett
- 1988 - a Magyar Rádió Szimfonikus Zenekarának tagjaként Bartók Béla - Pásztory Ditta díj
- 1988 - grazi Nemzetközi Kamarazenei Verseny 1. helyezett a Danubius Quartettel
- 1988 - Magyar Rádió Fafúvós Verseny első helyezett
- 1991- a Magyar Rádió Elnöksége - Nívódíjjal
- 2009-  a Magyar Arany Érdemkereszt

Tehetségén és szakmai felkészültségén túl nem mindennapi sokoldalúságát bizonyítja, hogy a zene szinte valamennyi stílusában otthonos, repertoárja a barokktól a kortárs zenéig terjed, minden stílus és korszak kitűnő ismerője,a komolyzene mellett jazzt, klezmert, népzenét játszik, és tárogatón is közreműködik.

## Hangfelvételek/CDk
- Adagio Boxed Set, Naxos 8.504011
- Meditation (Swedish Edition), Naxos 8.503163
- The Very Best Of, Naxos 8.502020
- Great Chamber Music (10-CD Box Set), Naxos 8.501064
- Warme Rote Stunden, Romantische Klassische Musik (3CD set), Naxos 8.503038
- Music for Comfort Naxos 8.503158
- Brahms: Clarinet Trio, Op. 114 / Clarinet Quintet, Op. 115, Naxos 8.550391
- Mozart: Piano Trio, K. 498, 'Kegelstatt' / Violin Sonata No. 26 (arr. für Klarinette und Streichtrio), Naxos 8.550439
- Hören, Lernen, Wachsen: Musik für Babies und Kinder, Naxos 8.551218
- Beethoven: Adagio, Naxos 8.552240 (1997)
- Beethoven: Kammermusik für Hörner, Holzbläser und Streicher, Naxos 8.553090, (1995)
- Mozart: Clarinet Quintet, K. 581 / String Quintet, K. 515 Naxos 8.553254, 8.550390
- Brahms: Clarinet Quintet in B Minor / DVORAK: String Quartet No. 12, "American" Naxos 8.553256
- Sarabande: Classical Favourites for Relaxing and Dreaming, Naxos 8.556613
- Liebesleid: Classical Favourites for Relaxing and Dreaming, Naxos 8.556615
- Donizetti: Double Concerto / Flute Concertino / Clarinet Concertino, Naxos 8.557492
- A-Z der klassischen Musik (3rd Expanded Edition, 2009) Naxos Educational 8.558212-13
- The Genius of Beethoven Naxos 8.578194
- My First Mozart Album, Naxos, 8.578204, 8.578233
- My First Beethoven Album, Naxos 8.578206, 8.578235
- Harp Recital: Vigh, Andrea, Händel, G.F., Dittersdorf, C.D. von, Debussy, C., Ravel, M. Capriccio C10485
- Klassische Meisterwerke: Maurice Ravel, Capriccio C49038
- Contrasts - Hungarian Clarinet Music, with various artists. 1990
- Music for the Mozart Effect, with various artists. Spring Hill Music, 1998.
- Mozart Effect: Music for Little Ones, with various artists. Children's Group, 2000.
- Interclarinet, with various artists. Farao Classics, 2000.
- Interclarinet 2, Farao Classics, 2002.

## Oktatási tevékenység
- University of Oklahoma
- Idaho State University
- University of North Texas